# Türkiye Kupası 1987/88
Die Türkiye Kupası 1987/88 war die 26. Auflage des türkischen Fußball-Pokalwettbewerbes. Der Wettbewerb begann am 28. Oktober 1987 mit der 1. Runde und endete am 18. Mai 1988 mit dem Rückspiel des Finals. Im Endspiel trafen Samsunspor und Sakaryaspor aufeinander. Beide Vereine nahmen zum ersten Mal am Finale teil.
Sakaryaspor gewann den Pokal zum ersten Mal. Sie besiegten Samsunspor im Hinspiel mit 2:0. Das Rückspiel endete 1:1 unentschieden.

## 1. Hauptrunde
Die 1. Hauptrunde wurde am 28. Oktober 1987 ausgetragen.
|                   | Ergebnis              |                             |
| ----------------- | --------------------- | --------------------------- |
| Yeni Salihlispor  | 0:3                   | Yeni Çamdibi Gençlerbirliği |
| Adıyamanspor      | 2:1                   | Bitlisspor                  |
| Diyarbakırspor    | 3:0                   | Şanlıurfaspor               |
| Bartınspor        | 2:1                   | Ünyespor                    |
| Elbistanspor      | 4:3                   | Kahramanmaraşspor           |
| Hatay Sahilspor   | 1:2                   | Adanaspor                   |
| Kayserispor       | 4:4 n. V. (4:2 i. E.) | Gaziantepspor               |
| MKE Kırıkkalespor | 0:1                   | Nevşehir Spor Gençlik       |
| Niğdespor         | 1:4                   | İskenderunspor              |
| Petrol Ofisi SK   | 2:0                   | Keçiörengücü                |
| Trabzonspor (II)  | 4:2                   | Artvin Hopaspor             |
| Antalyaspor       | 0:1                   | Konyaspor                   |
| Bursaspor (II)    | 2:1 n. V.             | Tavşanlı Linyitspor         |
| Eyüpspor          | 0:1                   | Kartalspor                  |
| Gölcükspor        | 0:2                   | Sönmez Filamentspor         |
| Ispartaspor       | 1:2                   | Alanyaspor                  |
| Kuşadasıspor      | 5:0                   | Nazilli Belediyespor        |
| Kütahyaspor       | 0:0 n. V. (5:4 i. E.) | PTT                         |
| Manisaspor        | 0:1                   | Bergamaspor                 |
| Menemenspor       | 3:1                   | İzmirspor                   |
| Tekirdağspor      | 2:0                   | Çorluspor                   |
| Uşakspor          | 1:0                   | Ankara Demirspor            |
| Yalovaspor        | 0:0 n. V. (0:3 i. E.) | Bakırköyspor                |
| Zeytinburnuspor   | 3:2                   | Uzunköprüspor               |

## 2. Hauptrunde
Die 2. Hauptrunde wurde am 11. November 1987 ausgetragen.
|                             | Ergebnis              |                     |
| --------------------------- | --------------------- | ------------------- |
| Diyarbakırspor              | 1:1 n. V. (4:3 i. E.) | Adıyamanspor        |
| Bartınspor                  | 3:0                   | Trabzonspor (II)    |
| Elbistanspor                | 0:1                   | Kayserispor         |
| İskenderunspor              | 1:2                   | Adanaspor           |
| Konyaspor                   | 4:0                   | Alanyaspor          |
| Kütahyaspor                 | 0:0 n. V. (4:5 i. E.) | Uşakspor            |
| Nevşehir Spor Gençlik       | 3:0                   | Petrol Ofisi SK     |
| Bakırköyspor                | 2:1 n. V.             | Kartalspor          |
| Bursaspor (II)              | 2:1                   | Sönmez Filamentspor |
| Menemenspor                 | 2:1                   | Bergamaspor         |
| Yeni Çamdibi Gençlerbirliği | 0:1                   | Kuşadasıspor        |
| Zeytinburnuspor             | 3:2                   | Tekirdağspor        |

## 3. Hauptrunde
- Hinspiele: 10. Februar 1988
- Rückspiele: 24. Februar 1988

|                   | Gesamt    |                       | Hinspiel | Rückspiel |
| ----------------- | --------- | --------------------- | -------- | --------- |
| Rizespor          | 1:2       | Zonguldakspor         | 1:0      | 0:2       |
| Diyarbakırspor    | (a)2:2(a) | Altay Izmir           | 2:1      | 0:1       |
| Eskişehirspor     | 6:2       | Bartınspor            | 4:0      | 2:2       |
| Kayserispor       | 2:9       | Galatasaray Istanbul  | 1:5      | 1:4       |
| Samsunspor        | 1:0       | Nevşehir Spor Gençlik | 1:0      | 0:0       |
| Adanaspor         | 1:5       | Fenerbahçe Istanbul   | 1:1      | 0:4       |
| Bakırköyspor      | 5:11      | Trabzonspor           | 3:3      | 2:8       |
| Beşiktaş Istanbul | 2:1       | Kuşadasıspor          | 1:0      | 1:1       |
| Bursaspor (II)    | 3:8       | Bursaspor             | 2:4      | 1:4       |
| Denizlispor       | 3:4       | Kocaelispor           | 1:0      | 2:4       |
| Karşıyaka SK      | (a)2:2(a) | Adana Demirspor       | 2:1      | 0:1       |
| Menemenspor       | 00:11     | Boluspor              | 0:3      | 0:8       |
| Sakaryaspor       | 4:1       | Konyaspor             | 4:0      | 0:1       |
| Sarıyer GK        | 4:2       | Gençlerbirliği Ankara | 2:1      | 2:1       |
| Uşakspor          | 3:2       | Malatyaspor           | 3:1      | 0:1       |
| Zeytinburnuspor   | 1:3       | MKE Ankaragücü        | 0:0      | 1:3       |

## Achtelfinale
- Hinspiele: 9. März 1988
- Rückspiele: 23. März 1988

|                     | Gesamt    |                      | Hinspiel | Rückspiel |
| ------------------- | --------- | -------------------- | -------- | --------- |
| Adana Demirspor     | (a)2:2(a) | Kocaelispor          | 1:2      | 1:0       |
| MKE Ankaragücü      | 5:2       | Galatasaray Istanbul | 2:1      | 3:1       |
| Beşiktaş Istanbul   | 3:2       | Altay Izmir          | 1:0      | 2:2       |
| Boluspor            | 3:2       | Bursaspor            | 3:1      | 0:1       |
| Fenerbahçe Istanbul | 3:6       | Sakaryaspor          | 1:5      | 2:1       |
| Samsunspor          | 4:2       | Uşakspor             | 4:1      | 0:1       |
| Sarıyer GK          | (a)2:2(a) | Trabzonspor          | 1:0      | 1:2       |
| Zonguldakspor       | (a)1:1(a) | Eskişehirspor        | 0:0      | 1:1       |

## Viertelfinale
- Hinspiele: 30. März 1988
- Rückspiele: 13. April 1988

|               | Gesamt          |                   | Hinspiel | Rückspiel |
| ------------- | --------------- | ----------------- | -------- | --------- |
| Kocaelispor   | 4:4 (6:7 i. E.) | Samsunspor        | 3:1      | 1:3       |
| Sakaryaspor   | 5:0             | Beşiktaş Istanbul | 4:0      | 1:0       |
| Sarıyer GK    | 3:4             | MKE Ankaragücü    | 2:3      | 1:1       |
| Zonguldakspor | (a)2:2(a)       | Boluspor          | 1:0      | 1:2       |

## Halbfinale
- Hinspiele: 27. April 1988
- Rückspiele: 4. Mai 1988

|               | Gesamt    |                | Hinspiel | Rückspiel |
| ------------- | --------- | -------------- | -------- | --------- |
| Samsunspor    | (a)2:2(a) | MKE Ankaragücü | 1:0      | 1:2       |
| Zonguldakspor | 2:5       | Sakaryaspor    | 1:2      | 1:3       |

## Finale

### Hinspiel
| Paarung        | Sakaryaspor – Samsunspor |
| Ergebnis       | 2:0 (1:0) |
| Datum          | 11. Mai 1988 um 14:00 Uhr |
| Stadion        | Atatürk-Stadion, Sakarya |
| Schiedsrichter | İlyas Ayan |
| Tore           | 1:0 Oğuz Çetin (15.) 2:0 Sinan Turhan (62.) |
| Sakaryaspor    | Engin İpekoğlu – Blerim Mula, Turhan Sofuoğlu, Selçuk Yiğitlik, Serdar Şenkaya – Mehmet Şen (20. Turgay Poyraz), Özcan Kızıltan, Oğuz Çetin, Kemal Yıldırım – Aykut Kocaman (50. Ümit Gürsoy), Sinan Turhan Cheftrainer: Necdet Niş       |
| Samsunspor     | Fatih Uraz – Zafer Çabalar, Burhanettin Beadini, Gijorgje Jovanovski, Muzaffer Badalıoğlu – Emin Kar, Kasım Çıkla, Mustafa Sinecek (70. Rahmi Duran), Yücel Çolak – Mete Adanır, Erol Dinler Cheftrainer: Şükrü Esat Goran ( Jugoslawien) |
| Gelbe Karten   | Turhan Sofuoğlu – Muzaffer Badalıoğlu, Kasım Çıkla, Emin Kar, Erol Dinler |
| Platzverweise  | keine – Erol Dinler (57.) |

### Rückspiel
| Paarung        | Samsunspor – Sakaryaspor |
| Ergebnis       | 1:1 (0:1) |
| Datum          | 18. Mai 1988 um 14:00 Uhr |
| Stadion        | 19.-Mai-Stadion, Samsun |
| Schiedsrichter | İhsan Türe (Izmir) |
| Tore           | 0:1 Sinan Turhan (18.) 1:1 Mustafa Sinecek (64.) |
| Samsunspor     | Fatih Uraz – Zafer Çabalar, Burhanettin Beadini, Gijorgje Jovanovski, Muzaffer Badalıoğlu – Emin Kar, Ercüment Çoşkundere, Namık Yüksel (63. Uğur Terzi), Mete Adanır – Yücel Çolak, Mustafa Sinecek Cheftrainer: Şükrü Esat Goran ( Jugoslawien) |
| Sakaryaspor    | Engin İpekoğlu – Blerim Mula, Turhan Sofuoğlu, Selçuk Yiğitlik, Erol Kolcu – Turgay Poyraz, Özcan Kızıltan, Oğuz Çetin, Kemal Yıldırım – Ümit Gürsoy, Sinan Turhan Cheftrainer: Necdet Niş                                                        |
| Gelbe Karten   | Burhanettin Beadini – keine |

## Beste Torschützen
| Rang | Spieler          | Verein               | Tore |
| ---- | ---------------- | -------------------- | ---- |
| 1    | Serdar Şenkaya   | Sakaryaspor          | 6    |
| 2    | Tanju Çolak      | Galatasaray Istanbul | 5    |
| 2    | Yücel Çolak      | Samsunspor           | 5    |
| 4    | Sinan Turhan     | Sakaryaspor          | 4    |
| 4    | Nedim Demirbilek | Eskişehirspor        | 4    |
| 4    | Oğuz Çetin       | Sakaryaspor          | 4    |
| 4    | Selçuk Yula      | Sarıyer GK           | 4    |
| 4    | Haluk Turfan     | Ankaragücü           | 4    |
| 9    | Hasan Şengün     | Trabzonspor          | 3    |
| 9    | Hakkı Öztabağ    | Boluspor             | 3    |